# Galumna cuneata
Galumna cuneata är en kvalsterart som beskrevs av Aoki 1961. Galumna cuneata ingår i släktet Galumna och familjen Galumnidae. Inga underarter finns listade i Catalogue of Life.